# Alois Maria Kosler
Alois Maria Kosler (* 3. August 1901 in Tychy; † 23. Januar 1993 in München) war ein deutscher Lehrer, Lektor und Publizist.

## Leben
Er war ein Sohn von Josephine, geb. Borkert, und Alois Kosler (1874–1945), der als Schulrektor in Ostrog und unter dem Pseudonym Fink Bätzer auch als Autor tätig war. Alois Maria Kosler besuchte die Volksschule in Ostrog und das Humanistische Gymnasium Ratibor. Danach studierte er in München, Freiburg im Breisgau, Berlin und schließlich Breslau, wo er 1929 als Doktor der Philosophie abschloss. Er war Studienreferendar am Matthias-Gymnasium in Breslau und unterrichtete als Gymnasiallehrer in Neumarkt, Habelschwerdt und Beuthen, Oberschlesien. Ab 1939 lehrte er als Dozent an der Hochschule für Lehrerbildung in Beuthen. Während des Zweiten Weltkriegs wurde er als Soldat schwer verwundet. Nach der Vertreibung war er im höheren Schuldienst in München tätig und ging 1966 als Gymnasialprofessor in den Ruhestand.
Kosler engagierte sich in der Förderung und Bewahrung schlesischer Kulturleistung. Er war ab 1950 Mitglied, von 1969 bis 1975 1. Vorsitzender und danach Ehrenvorsitzender des Wangener Kreises. Auch gehörte er ab 1931 der Eichendorff-Gesellschaft sowie ab 1951 dem Verein Oberschlesische Studienhilfe an und wirkte in der Stiftung Kulturwerk Schlesien. Er war als Lektor des Oberschlesischen Heimatverlages in Augsburg sowie als Publizist und Referent tätig. Er verfasste einige Schriften und Aufsätze, insbesondere über schlesische Dichter und die Dichtung des oberschlesischen Industriegebiets.

## Auszeichnungen
- 1978: Bundesverdienstkreuz am Bande[2]
- 1978: Siling-Ring des Wangener Kreises
- 1979: Oberschlesischer Kulturpreis des Landes Nordrhein-Westfalen
- 1981: Verdienstplakette der Stiftung Haus Oberschlesien

## Schriften (Auswahl)
- Hg.: Schlesische Liebesgeschichten. Reinbek bei Hamburg 1978, ISBN 3-499-14237-6.
- Die Preußische Volksschulpolitik in Oberschlesien 1742-1848. Sigmaringen 1984, ISBN 3-7995-6512-4.
- Ratibor, Stadt und Land an der oberen Oder. Ein Heimatbuch. Heidenheim 1980, ISBN 3-921519-38-1.
- Joseph Freiherr von Eichendorff. Bonn 1996, OCLC 254319875.